# Люберцы (городской округ)
Городской округ Лю́берцы — муниципальное образование на территории Московской области Российской Федерации, соответствующее по административно-территориальному делению городу областного подчинения Люберцы с административной территорией.
Административный центр — город Люберцы.

## География
Расположен на востоке центральной части Московской области. Граничит на западе с городским округом Котельниками, на юго-западе — с Ленинским городским округом, на юге — с Лыткарином, на севере — с Балашихой, на востоке — с Раменским городским округом, на северо-западе и юго-западе — с Москвой, в частности, с московскими районами Косино-Ухтомским (Восточного АО) и Некрасовкой (Юго-Восточного АО).
Территория городского округа составляет 167,20 км².

## История
До 2017 года — Люберецкий район, упразднённая административно-территориальная единица и муниципальное образование. Законом Московской области от 28 декабря 2016 года муниципальные образования Люберецкий муниципальный район и все входившие в его состав пять городских поселений были упразднены и к 9 января 2017 года преобразованы путём их объединения в новое муниципальное образование городской округ Люберцы. 29 марта 2017 года дачный посёлок Красково, рабочие посёлки Малаховка, Октябрьский и Томилино отнесены в административное подчинение Люберцам. Законом Московской области от 7 апреля 2017 года соответствующая административно-территориальная единица Люберецкий район также была упразднена и к 23 апреля 2017 года преобразована в город областного подчинения с административной территорией.
26 декабря 2024 года часть территории Раменского городского округа площадью 29,49 км²., с находящимися на ней населенными пунктами село Верхнее Мячково, поселок Всесоюзного электротехнического института имени Ленина, деревня Михнево, поселок Опытное Поле, деревня Островцы, село Сельцо, была передана в городской округ Люберцы, в результате чего площадь городского округа Люберцы увеличилась с 122,05 км². до 151,54 км².
27 декабря 2024 город Дзержинский вошел в состав городского округа Люберцы, в результате чего площадь городского округа Люберцы увеличилась с 151,54 км². до 167,20 км².

## Население
| 2018    | 2019     | 2020     | 2021     | 2023     | 2024     |
| ------- | -------- | -------- | -------- | -------- | -------- |
| 314 523 | ↗318 372 | ↘314 850 | ↗348 535 | ↗356 489 | ↗364 888 |

| Населенные пункты       | Численность на 01.01.2024 (чел.) |
| Городской округ Люберцы | 364 888                          |
| Городское население     | 346 198                          |
| ----------------------- | -------------------------------- |
| г. Люберцы              | 236 339                          |
| пгт Красково (дп)       | 27 645                           |
| пгт Малаховка (рп)      | 25 670                           |
| пгт Октябрьский (рп)    | 25 947                           |
| пгт Томилино (рп)       | 30 597                           |
| Сельское население      | 18 690                           |

### Урбанизация
Городское население (город Люберцы, рабочие посёлки Малаховка, Октябрьский, Томилино, дачный посёлок Красково) составляет 94,88 % от всего населения округа.

### Национальный состав
По итогам переписи населения 2020 года проживали следующие национальности (национальности менее 0,1 % и другое, см. в сноске к строке «Другие»):
| Национальность | Численность, чел. | Доля     |
| -------------- | ----------------- | -------- |
| Русские        | 282 231           | 80,98 %  |
| Армяне         | 4081              | 1,17 %   |
| Татары         | 2499              | 0,72 %   |
| Украинцы       | 2491              | 0,71 %   |
| Узбеки         | 1595              | 0,46 %   |
| Азербайджанцы  | 1417              | 0,41 %   |
| Таджики        | 1378              | 0,40 %   |
| Киргизы        | 920               | 0,26 %   |
| Грузины        | 870               | 0,25 %   |
| Молдаване      | 778               | 0,22 %   |
| Белорусы       | 588               | 0,17 %   |
| Чуваши         | 497               | 0,14 %   |
| Мордва         | 483               | 0,14 %   |
| Казахи         | 410               | 0,12 %   |
| Другие         | 48 297            | 13,85 %  |
| Итого          | 348 535           | 100,00 % |

## Населённые пункты
В состав городского округа входят 23 населённых пункта, в том числе:
- 9 городских населённых пунктов, среди которых:
  - 2 города,
  - 7 посёлка городского типа;
- 14 сельских населённых пунктов, среди которых:
  - 4 посёлка,
  - 10 деревень.

| №  | Населённый пункт  | Тип                     | Население (чел.) |
| -- | ----------------- | ----------------------- | ---------------- |
| 1  | Балластный Карьер | посёлок                 | ↘26              |
| 2  | Дзержинский       | город                   | ↘57 434          |
| 3  | Егорово           | посёлок                 | ↗438             |
| 4  | Жилино-1          | посёлок городского типа | ↗364             |
| 5  | Жилино-2          | посёлок                 | ↗299             |
| 6  | Кирилловка        | деревня                 | ↗399             |
| 7  | Красково          | посёлок городского типа | ↗27 645          |
| 8  | Лукьяновка        | деревня                 | ↗21              |
| 9  | Люберцы           | город                   | ↗236 339         |
| 10 | Малаховка         | посёлок городского типа | ↘25 670          |
| 11 | Марусино          | посёлок городского типа | ↗9206            |
| 12 | Машково           | деревня                 | ↘84              |
| 13 | Мирный            | посёлок городского типа | ↗3094            |
| 14 | Мотяково          | деревня                 | ↘134             |
| 15 | Октябрьский       | посёлок городского типа | ↗25 947          |
| 16 | Пехорка           | деревня                 | ↗313             |
| 17 | Сосновка          | деревня                 | ↘0               |
| 18 | Токарёво          | деревня                 | ↘381             |
| 19 | Томилино          | посёлок городского типа | ↗30 597          |
| 20 | Торбеево          | деревня                 | ↘27              |
| 21 | Хлыстово          | деревня                 | ↘3               |
| 22 | Часовня           | деревня                 | ↘197             |
| 23 | Чкалово           | посёлок                 | ↘278             |

## Общая карта
Легенда карты:
|  | Более 200 000 жителей   |
|  | 20 000 — 40 000 жителей |
|  | 3 000 — 10 000 жителей  |
|  | 200 — 1 000 жителей     |
|  | Менее 200 жителей       |

## Органы власти
Структуру органов местного самоуправления городского округа Люберцы составляют:
- Совет депутатов городского округа — представительный орган;
- Глава городского округа;
- администрация городского округа — исполнительно-распорядительный орган;
- Контрольно-счётная палата городского округа — контрольно-счётный орган.

Главой городского округа с октября 2022 года является Волков Владимир Михайлович, председателем Совета депутатов городского округа с сентября 2022 года — Ружицкий Владимир Петрович.
В рамках администрации городского округа функционируют два территориальных управления, каждый из которых включает по два территориальных отдела:
- территориальное управление Красково-Малаховка[25]
  - территориальный отдел Красково
  - территориальный отдел Малаховка
- территориальное управление Томилино-Октябрьский[26]
  - территориальный отдел Томилино
  - территориальный отдел Октябрьский

## Экономика

### Промышленность
Предприятия:
- ОАО «Камов», Люберцы
- ОАО «Московский вертолётный завод им. Миля», Томилино
- ОАО «НПП Звезда», Томилино
- ЗАО «Весоизмерительная компания „Тензо-М“», Красково
- ООО «АВС-МК», Красково
- ОАО «Люберецкий завод мостостроительного оборудования»,
- ОАО «Московское производственное объединение по выпуску алмазного инструмента», Томилино
- ЗАО «Завод энергооборудования»
- ОАО «Люберецкий завод Монтажавтоматика», Люберцы
- ОАО «Люберецкий электромеханический завод», Люберцы
- ООО «Научно-производственное предприятие „Томилинский электронный завод“», Томилино
- ОАО "Научно-производственное предприятие «ЭлТом"», Томилино
- ООО «Профессиональное кухонное оборудование „АТЕСИ“»
- ОАО «ДОК — 13»
- ЗАО «Хоббит»
- ООО «КОА — Газ»
- ООО «Кондитерская фабрика „Волшебница“»
- ОАО Фирма «Рубин», Люберцы
- ОАО «Каффа индастрис», Томилино
- ОАО «Люберецкий Хлебокомбинат», Люберцы
- Люберецкое городское потребительское общество «ПРОДРЕСУРСЫ», Люберцы
- ООО «ФЭС»,
- ООО «Альфа-Т», Люберцы
- ОАО «Люберецкий молочный завод», Люберцы
- ЗАО «Компания „Продукт-сервис“»
- ЗАО «Гидросила». Производство гидроцилиндров, Люберцы
- ЗАО «Форема-Кухни», Октябрьский
- ООО «Пехорский текстиль», Томилино

### Сельское хозяйство
Агропромышленный комплекс представлен:
- 2 сельскохозяйственными предприятиями-производителями сельхозпродукции,
- 1 плодопитомником,
- 6 перерабатывающими предприятиями, из них
  - 1 молочный завод,
  - 1 завод кондитерских изделий и рыбопродукции,
  - 1 завод слабоалкогольных и безалкогольных напитков,
  - 1 предприятие по переработке мясной продукции,
  - 1 предприятие по переработке покупного яйца для производства яичного порошка, меланжа, сухого и жидкого желтка и белка,
- 1 предприятие агросервисного обслуживания сельского хозяйства.

Фермерских хозяйств на территории района не зарегистрировано.
Площадь земель сельскохозяйственного назначения составляет 1699 га.

### Строительство
76 строительных компаний.

## СМИ
- Газета «Люберецкая газета».
- Газета «Люберецкая панорама»[27].
- Радио[28]
- Люберецкое телевидение[29]
- Интернет-портал

## Транспорт

### Железнодорожный транспорт
Хорошо развито транспортное сообщение. В городе Люберцы — на станции Люберцы-1 — происходит разветвление железной дороги на два направления — Казанское (к востоку от Москвы) и Рязанское (к юго-востоку от Москвы).
На Казанском направлении расположены также станции Люберцы-2, Овражки и платформа Коренёво; на Рязанском — станция Панки, платформы Томилино, Красково и Малаховка; а в направлении Москвы — платформа Ухтомская. В обоих направлениях регулярно ходят электропоезда от Казанского вокзала, соединяющие Москву с населёнными пунктами Люберецкого района (включая город Люберцы и все крупные посёлки) и некоторых других районов Московской, а также Владимирской и Рязанской областей. В Люберцах делает остановку экспресс-электропоезд «Спутник» «Москва—Люберцы—Отдых—Раменское».

### Автомобильный транспорт
К юго-западу от Люберец проходит автомагистраль М5, которая начинается в Москве на пересечении Волгоградского проспекта и МКАД. К северо-востоку, параллельно федеральной автомагистрали М5, в Москве идёт Рязанский проспект, который переходит в Лермонтовский проспект (Жулебино, Москва), а тот уже плавно переходит в Октябрьский проспект города Люберцы, проходит через его центр и далее разветвляется на две части — одна идёт дальше на юго-восток в Томилино, другая (по ней с Октябрьского проспекта уходит большая часть транспорта) поворачивает на восток на Красково и Малаховку.
Люберцы и все посёлки связаны с московскими станциями метро «Кузьминки», «Рязанский проспект» и «Выхино» регулярным автобусным сообщением и маршрутными такси.